# Magnus Björnstjerna

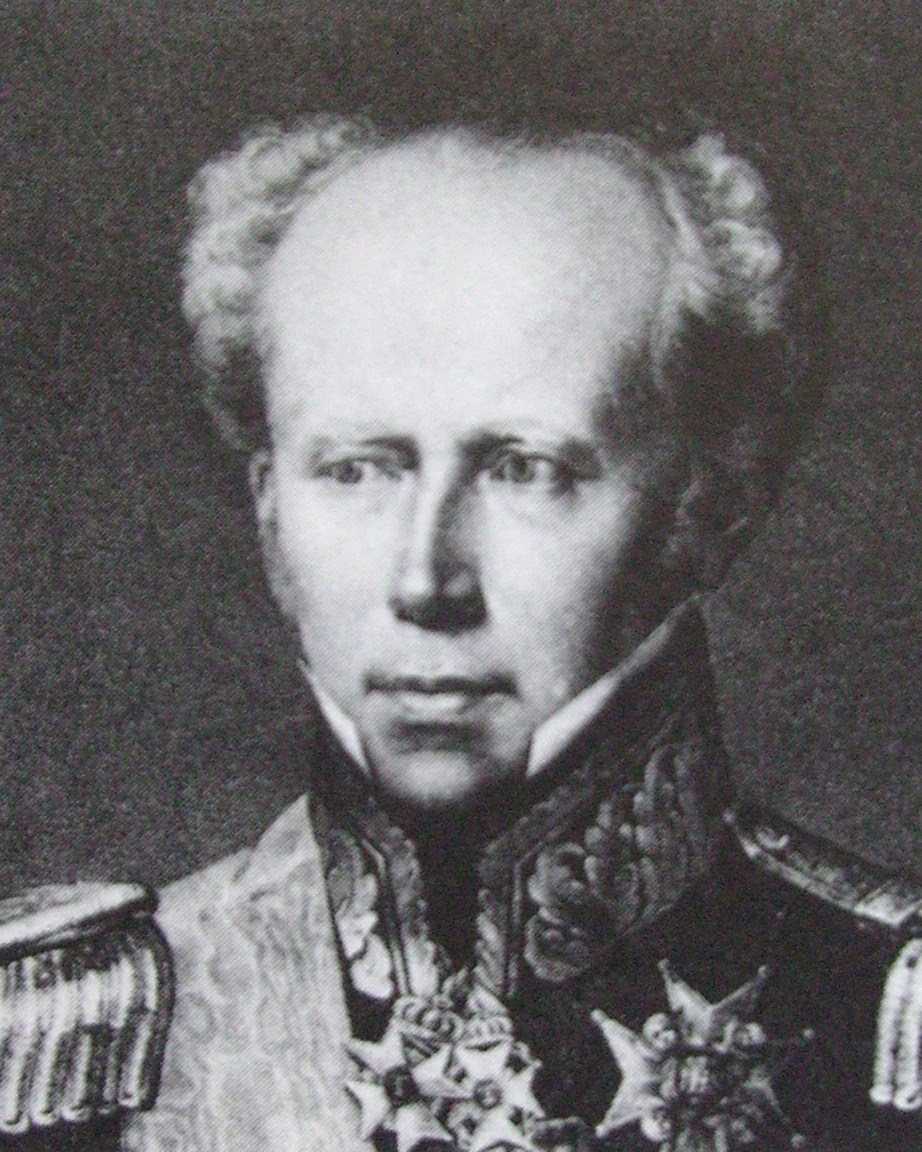
Magnus Björnstjerna

Graf Magnus Fredrik Ferdinand Björnstjerna (* 10. Oktober 1779 in Dresden; † 6. Oktober 1847 in Stockholm) war schwedischer General, Diplomat und Schriftsteller.

## Leben
Björnstjerna war ein Sohn des Magnus Olof Björnstjerna (1738–1785) und wurde in Deutschland in der Reichsstadt Regensburg geboren und erzogen. Sein Vater war ab 1770 schwedischer Legationssekretär am Immerwährenden Reichstag und von 1779 bis zu seinem Tode 1785 außerordentlicher Gesandter am Reichstag.
Nach seinem Tod wurde sein Vater auf dem Gesandtenfriedhof in einer bereits bestehenden Gruft eines früher verstorbenen schwedischen Kollegen begraben. Der schmucklose, heute völlig verwitterte Grabstein dieser Gruft ist heute als solcher nicht mehr erkennbar.
Seine Mutter, die Freifrau Wilhelmina Louisa, (geborene von Hagen) blieb nach dem Tod ihres Ehemannes in Regensburg wohnhaft, wo sie 1817 starb. Sie wurde begraben auf dem nicht mehr vorhandenen Friedhof im heutigen Stadtpark Regensburg. Noch 1839, 54 Jahre nach dem Tode seines Vaters, ließ der Sohn für den Vater, dessen Grabstätte auf dem Gesandtenfriedhof nicht gekennzeichnet und wahrscheinlich nicht mehr erkennbar war, nachträglich ein  neugotisches Epitaph mit deutscher Inschrift an einem Ort auf dem damals bereits stillgelegten Gesandtenfriedhof dort errichten, wo nach dem Abbau einer alten Brunnenanlage an der Mauer ein freier Platz entstanden war. (Liste der Grabstätten von Gesandten am Immerwährenden Reichstag in Regensburg).

## Militärkarriere
Björnstjerna trat am 28. Oktober 1793 als Fähnrich der Infanterie in die Armee Schwedens ein. Am 29. Juli 1795 wurde er Stabsfähnrich, am 30. Mai Adjutant, am 26. Oktober 1796 Leutnant des Regiments. Es folgte am 15. November 1799 seine Ernennung zu Oberleutnant und er wurde mit dem Regiment zum Garnisonsdienst in Porvoo abkommandiert. Am 1. März 1805 wurde er Stabschef, am 15. Dezember 1806 das Kapitän und 1808 Adjutant des Generalstabs der finnischen Armee. Im finnischen Krieg wurde er Major, ging 1809 als geheimer Botschafter zu Napoleon I., und unterhandelte 1812 in London wegen des Verkaufs der Insel Guadeloupe. Er wurde Generaladjutant und Generalstabschef des Feldmarschalls Curt von Stedingk, seines späteren Schwiegervaters. 1813 ging er als Oberst mit der schwedischen Armee nach Deutschland, wo er Hamburg entsetzen und die Vierlande verteidigen sollte. Hier kämpfte er unter anderem in den Schlachten bei Großbeeren, Dennewitz und Leipzig. Björnstjerna führte mit General Lallemand die Unterhandlungen wegen der Kapitulation von Lübeck und der Übergabe von Maastricht. Er kämpfte später in Holstein und Norwegen und schloss mit dem Prinzen Christian Friedrich die Konvention von Moss, die den Krieg zwischen Dänemark und Schweden beendeten und am 20. Oktober 1814 zur Vereinigung von Norwegen mit Schweden führte.

## Wirken und Auszeichnungen
- Vom 24. Januar 1815 bis zum 10. April 1828 war Björnstjerna Generaladjutant und Chef des Generalstabs. Seit 1820 war er Generalleutnant.
- Von 1828 bis 1846 war er als schwedischer Gesandter und bevollmächtigter Minister am britischen Hof in London eingesetzt.
- Am 26. Januar 1815 er zum Freiherrn und 1826 zum Grafen erhoben.
- Er wurde 1835 zum Mitglied der Königlich Schwedischen Akademie der Wissenschaften gewählt.
- 1838 wurde er zum Ritter des königlichen Seraphinenordens ernannt.
- 1841 erfolgte die Erhebung zum Reichsherren.
- 1843 wurde er zum General befördert.

Er war zudem Ritter des russischen St. Georgs Ordens. Als Mitglied des Adelsstandes im Schwedischen Ständereichstag bekannte sich Björnsterna zu einem gemäßigten Liberalismus.

## Familie
Björnstjerna heiratete am 10. Oktober 1815 Elisabet Charlotta (geborene von Stedingk, 10. Oktober 1797 – 20. März 1866), eine Tochter des Feldmarschalls Graf Curt Bogislaus Ludvig Christoffer von Stedingk und dessen Frau Fredrika Ulrika (geborene Ekström, 29. September 1767 – 22. April 1831). Das Paar hatte 5 Söhne und eine Tochter.
- Karl (Carl) Magnus Ludvig Björnstjerna (20. November 1817 – 19. Juni 1888), Armeeoffizier[6]
- Oskar Magnus Fredrik Björnstjerna (6. März 1819 – 2. September 1905), Diplomat[7]
- Roger Magnus Eugène Curt Björnstjerna (10. Februar 1827 – 31. August 1910), Major der königlich schwedischen Leibgarde ⚭ 1862 mit Freiherrin Charlotta Maria Cederström[8]

Er war ein Enkel des 1775 verstorbenen Erzbischofs von Uppsala Magnus Beronius.

## Schriften (Auswahl)
- Om beskattningens grunder i Sverige. Stockholm 1832.
- Det Brittiska Riket i Ostindien. Fritze & Bagge, Stockholm 1839 (Das Britische Reich in Ostindien. Übersetzt von Johannes Rohtlieb).
- Om hinduernas theogoni, philosophi och kosmogoni auch deutsch Die Theogonie, Philosophie und Kosmogonie der Hindus. Norstedt, Stockholm 1843.
- Anteckningar. 2 Bände, Stockholm 1851 (mit Beiträgen zur Geschichte der Napoleonischen Kriege, postum herausgegeben).